# Umut Bulut
Umut Bulut (pronunție în turcă [ˈumut ˈbuɫut], n. 15 martie 1983, Yeşilhisar⁠(d), Provincia Kayseri, Turcia) este un fotbalist turc care joacă pentru Kayserispor și echipa națională a Turciei.

## Cariera pe echipe

### Trabzonspor
Datorită faptului că golgheterul Fatih Tekke a părăsit clubul, iar echipa avea dificultăți, Trabzonspor l-a adus pe Umut pentru 1,8 milioane de euro, cu care a semnat un contract pe 4 ani. I s-a dat tricoul cu numărul 10 care a fost purtat anterior de Hami Mandıralı. Primul său meci pentru Trabzonspor a avut loc la 5 august 2006, împotriva lui Kayserispor. În săptămâna următoare a marcat primul său gol pentru echipă într-un meci încheiat la egalitate, scor 1-1 împotriva lui Manisaspor. A marcat 88 de goluri în 197 de partide oficiale pentru Trabzonspor, cu care a câștigat Supercupa Turciei din 2010, precum și Cupa Turciei în sezonul 2009-2010, marcând în finală împotriva rivalilor de la Fenerbahçe în victoria cu 3-1.

### Toulouse
La 28 iunie 2011, el a semnat cu Toulouse FC pentru 4,8 milioane de euro. Umut a debutat în Ligue 1 împotriva lui Ajaccio. O săptămână mai târziu, pe 13 august 2011, a marcat primul său gol împotriva lui Dijon FCO și al doilea gol împotriva lui Nancy, care a fost și singurul gol al meciului câștigat de Toulouse cu 1-0. În etapa a șaptesprezecea de campionat, a marcat golul victoriei împotriva lui Evian în partida câștigată cu 2-1. Celelalte 2 goluri pe care le-a marcat în acel sezon au fost cele cu Lyon, iar pe unul dintre ele l-a marcat în urma unei lovituri libere de la distanță. După primul său sezon, meciurile bune făcute de el au atras atenția mai multor echipe.

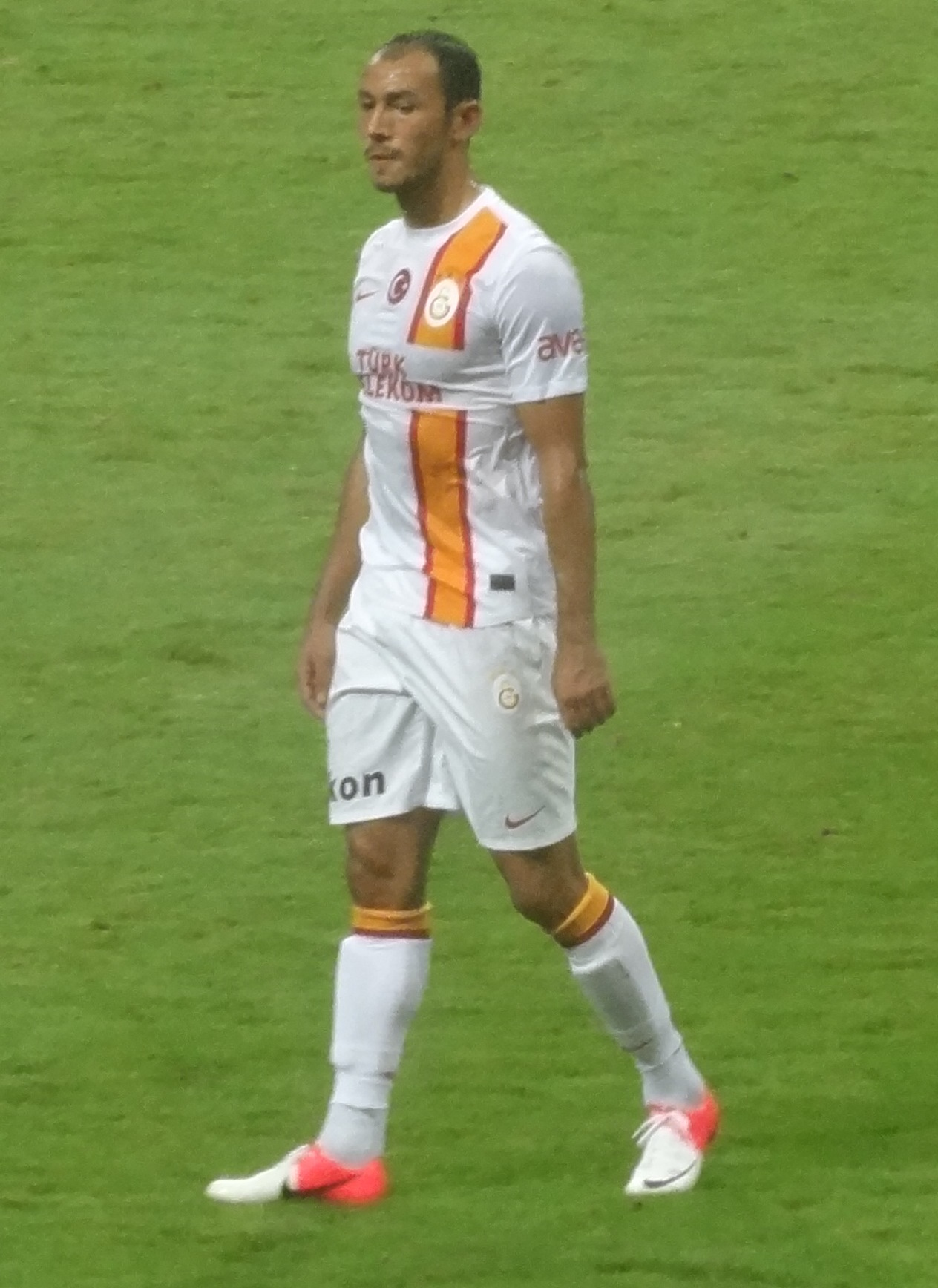
Umut Bulut jucând în primul meci de acasă pentru Galatasaray.

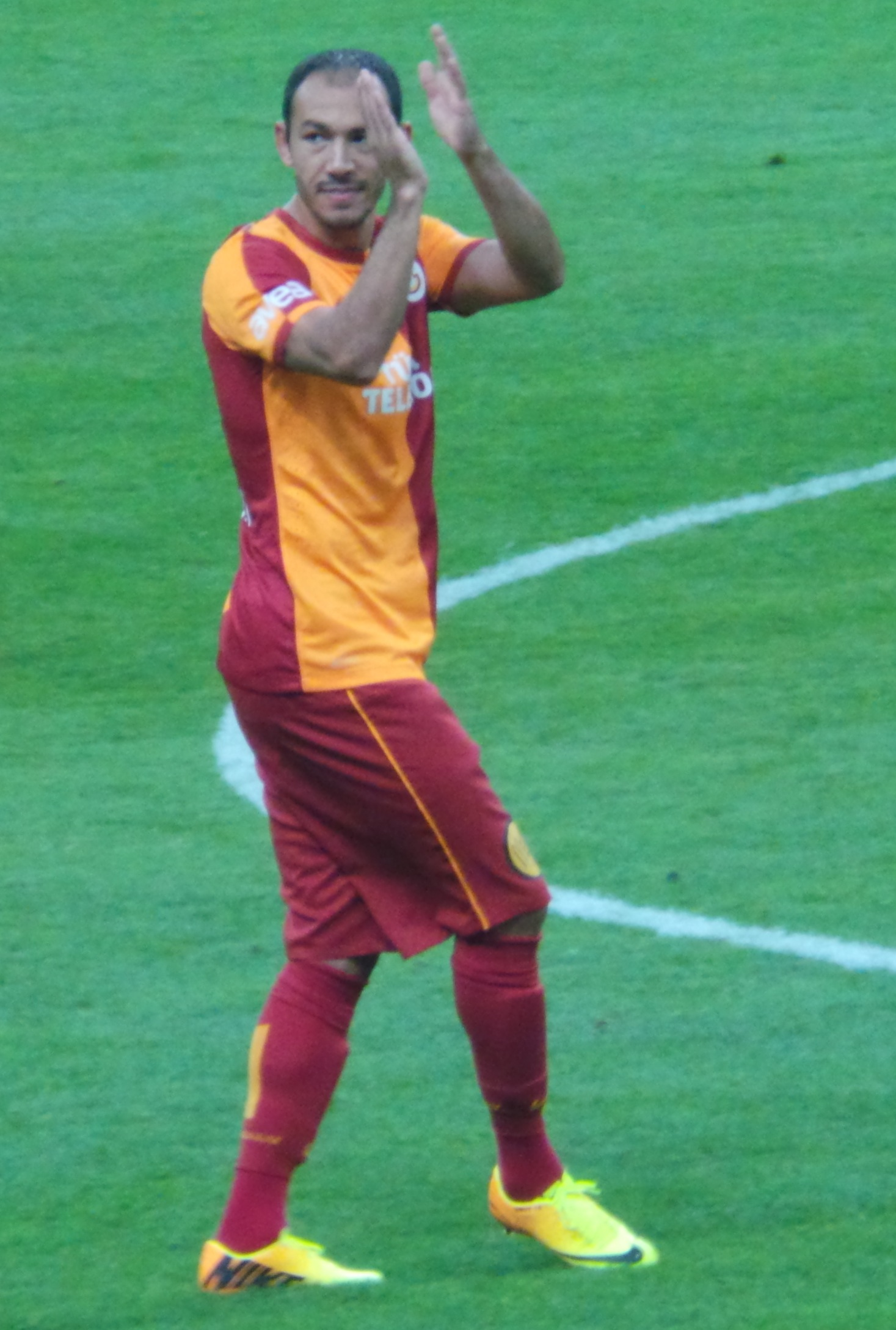
Umut Bulut în sezonul 2013-2014

Pe 26 iunie 2012, Umut a semnat cu Galatasaray, care l-a împrumutat până la sfârșitul sezonului. Umut a marcat primele 2 goluri pentru Galatasaray împotriva rivalilor de la Fenerbahçe din timpul Supercupei Turciei. Galatasaray a câștigat meciul cu 3-2, fiind numit omul meciului.
Pe 20 august 2012, Umut și-a făcut debutul ca titular în meciul de Süper Lig 2012-2013 împotriva lui Kasımpașa, în care a marcat două goluri pentru Galatasaray, meci care s-a terminat cu 2-1. Umut a marcat în cel de-al doilea meci golul egalizator împotriva lui Beșiktaș, cel de 3-3. La 2 septembrie 2012, Umut a marcat din nou, înscriind primul gol al meciului cu Bursaspor care s-a încheiat cu scorul de 3-2, marcând ce-a de-a o mia victorie a lui Galatasaray în campionat din istorie. Următorul gol al echipei Umut a venit pe 15 septembrie 2012, cel marcat în minutul 90 al partidei câștigate în fața lui Antalyaspor, scor 4-0. El și-a făcut un debut strălucit în sezonul 2012-2013, înscriind 5 goluri în primele 4 etape, doborând recordul lui Saša Ilić. La 19 octombrie a marcat un gol important pentru Galatasaray, cel de 2-3 din deplasare împotriva lui Gençlerbirliği, cu Hakan Balta marcând ultimul gol al partidei încheiate cu scorul de 3-3. După meciurile dezamăgitoare făcute atât în campionat cât și în Liga Campionilor în luna octombrie, Umut și-a revenit în formă deschizând scorul împotriva lui Kayserispor într-o victorie cu 3-0. În etapa următoare a marcat din nou dintr-o pasă primită de la coechipierul său Burak Yılmaz în meciul împotriva lui İstanbul BB, care s-a terminat cu scorul de 3-1, și în care a marcat cel de-al 10-lea gol al sezonului.
În urma evoluțiilor bune făcute de Bulut la Galatasaray, el a semnat un contract pe trei ani cu opțiune de prelungire pentru încă unul, cu Tolouse primind 2,7 milioane de euro în schimbul transferului.

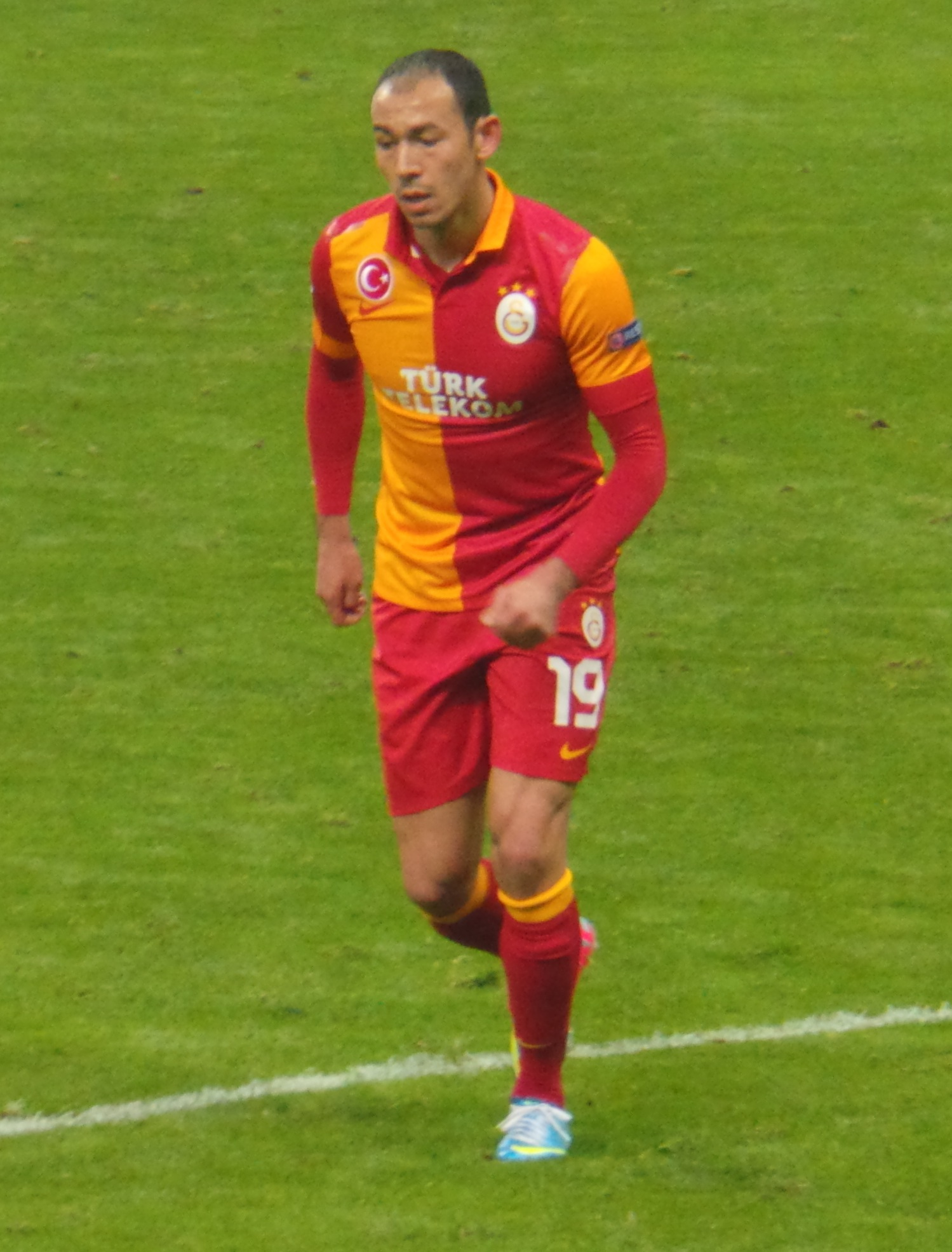
Umut Bulut jucând pentru Galatasaray împotriva lui Real Madrid.

### Kayserispor
După un sezon 2015-2016 dezamăgitor, Galatasaray l-a vândut pe Umut Bulut la Kayserispor în august 2016.

## La națională

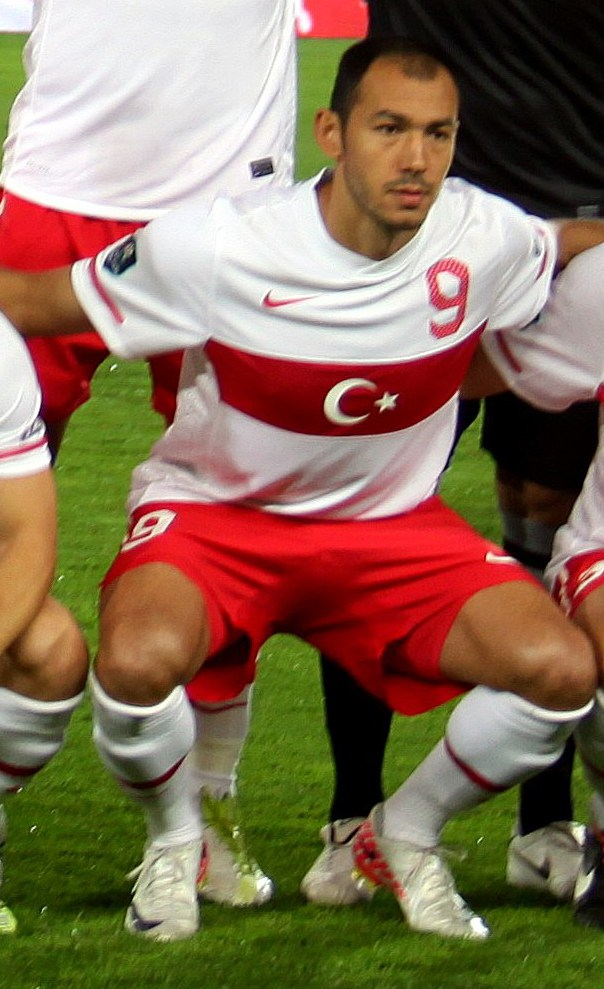
Umut Bulut în culorile echipei naționale.

Umut și-a făcut debutul împotriva Braziliei la 5 iunie 2007, într-un meci care s-a încheiat la egalitate. A marcat primele 2 goluri la națională pe 2 iunie 2012 împotriva Portugaliei într-un meci amical care s-a terminat cu scorul de 3-1. El a marcat apoi un hat-trick pentru Turcia împotriva Andorrei într-o victorie scor 5-0 din calificările pentru Campionatul Mondial de pe 6 septembrie 2013.

## Viața personală
La 14 martie 2016, s-a dat publicității faptul că tatăl lui Umut Bulut, Kemal Bulut, a fost ucis în bombardamentul din Ankara pe 13 martie 2016⁠(en)[traduceți], după ce a urmărit meciul dintre Gençlerbirliği și Galatasaray.

## Statistici privind cariera
Până pe 19 mai 2018.

### Club

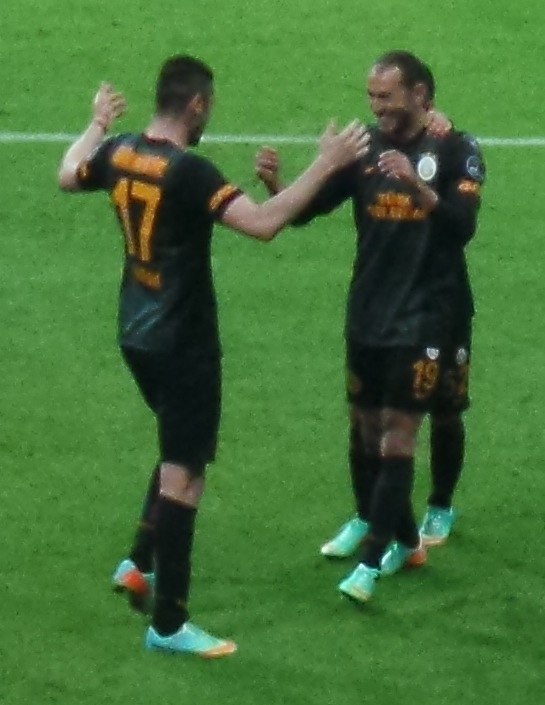
Umut Bulut după ce a marcat pentru Galatasaray

| Club                  | Sezon         | Campionat | Campionat | Cupă    | Cupă   | Cupa Ligii | Cupa Ligii | Europa  | Europa | Total   | Total  |
| Club                  | Sezon         | Meciuri   | Goluri    | Meciuri | Goluri | Meciuri    | Goluri     | Meciuri | Goluri | Meciuri | Goluri |
| --------------------- | ------------- | --------- | --------- | ------- | ------ | ---------- | ---------- | ------- | ------ | ------- | ------ |
| Petrol Ofisi          | 1999–00       | 2         | 0         | —       | —      | —          | —          | —       | —      | 2       | 0      |
| Petrol Ofisi          | 2000–01       | 26        | 5         | 0       | 0      | —          | —          | —       | —      | 26      | 5      |
| Petrol Ofisi          | Total         | 28        | 5         | 0       | 0      | —          | —          | —       | —      | 28      | 5      |
| Ankaragücü            | 2001–2002     | 1         | 0         | 0       | 0      | —          | —          | —       | —      | 1       | 0      |
| Ankaragücü            | 2003–2004     | 22        | 11        | 2       | 0      | —          | —          | —       | —      | 24      | 11     |
| Ankaragücü            | 2004–2005     | 34        | 9         | 2       | 0      | —          | —          | —       | —      | 36      | 9      |
| Ankaragücü            | 2005–2006     | 33        | 16        | 3       | 3      | —          | —          | —       | —      | 36      | 19     |
| Ankaragücü            | Total         | 90        | 36        | 7       | 3      | —          | —          | —       | —      | 97      | 39     |
| İnegölspor (împrumut) | 2002–2003     | 30        | 6         | 0       | 0      | —          | —          | —       | —      | 30      | 6      |
| İnegölspor (împrumut) | Total         | 30        | 6         | 0       | 0      | —          | —          | —       | —      | 30      | 6      |
| Trabzonspor           | 2006–2007     | 31        | 15        | 8       | 4      | —          | —          | 1       | 1      | 40      | 20     |
| Trabzonspor           | 2007–2008     | 33        | 14        | 4       | 3      | —          | —          | 4       | 2      | 41      | 19     |
| Trabzonspor           | 2008–2009     | 33        | 14        | 4       | 0      | —          | —          | —       | —      | 37      | 14     |
| Trabzonspor           | 2009–2010     | 31        | 11        | 9       | 7      | —          | —          | 2       | 0      | 42      | 18     |
| Trabzonspor           | 2010–2011     | 33        | 13        | 4       | 3      | —          | —          | 1       | 0      | 38      | 17     |
| Trabzonspor           | Total         | 162       | 67        | 26      | 17     | —          | —          | 8       | 3      | 196     | 87     |
| Toulouse              | 2011–2012     | 31        | 5         | 1       | 0      | 0          | 0          | —       | —      | 32      | 5      |
| Toulouse              | Total         | 31        | 5         | 1       | 0      | 0          | 0          | —       | —      | 32      | 5      |
| Galatasaray           | 2012–2013     | 27        | 12        | 0       | 0      | 1          | 2          | 10      | 1      | 38      | 15     |
| Galatasaray           | 2013–2014     | 27        | 5         | 10      | 1      | 1          | 0          | 8       | 3      | 46      | 9      |
| Galatasaray           | 2014–2015     | 33        | 11        | 5       | 1      | 0          | 0          | 5       | 1      | 43      | 13     |
| Galatasaray           | 2015–2016     | 27        | 4         | 10      | 3      | 1          | 0          | 8       | 0      | 46      | 7      |
| Galatasaray           | Total         | 114       | 32        | 25      | 5      | 3          | 2          | 31      | 4      | 173     | 43     |
| Kayserispor           | 2016–2017     | 31        | 4         | 6       | 2      | —          | —          | —       | —      | 37      | 6      |
| Kayserispor           | 2017–2018     | 32        | 14        | 2       | 1      | —          | —          | —       | —      | 34      | 15     |
| Kayserispor           | 2018–2019     | 22        | 2         | 2       | 0      | —          | —          | —       | —      | 24      | 2      |
| Kayserispor           | Total         | 85        | 20        | 10      | 3      | 0          | 0          | 0       | 0      | 95      | 23     |
| Total carieră         | Total carieră | 540       | 171       | 69      | 28     | 3          | 2          | 39      | 7      | 651     | 208    |

### La națională
| Echipa națională a Turciei | Echipa națională a Turciei | Echipa națională a Turciei |
| An                         | Meciuri                    | Goluri                     |
| -------------------------- | -------------------------- | -------------------------- |
| 2007                       | 1                          | 0                          |
| 2008                       | 0                          | 0                          |
| 2009                       | 0                          | 0                          |
| 2010                       | 1                          | 0                          |
| 2011                       | 7                          | 0                          |
| 2012                       | 11                         | 3                          |
| 2013                       | 8                          | 6                          |
| 2014                       | 8                          | 1                          |
| Total                      | 36                         | 10                         |

## Titluri

### Club
Trabzonspor
- Türkiye Kupası (1): 2009-2010
- Süper Kupa (1): 2010

Galatasaray
- Süper Lig (2): 2012-2013, 2014-2015
- Türkiye Kupası (3): 2013-2014, 2014-2015, 2015-2016
- Süper Kupa (3): 2012, 2013, 2015

### Individual
- Türkiye Kupası golgheter: 2009-2010 (7 goluri)